# الأهرامات المصرية الإقليمية
الأهرامات المصرية الإقليمية هي سبعة أهرامات تقع خارج المقابر الكبيرة. ربما يمكن من خلال هذه الأهرام تحديد موقع إقامة ملكية أو أن يكونوا رموزًا للقوة. كل هذه الأهرام متواضعة في الحجم والنوع. ليس لهم بنية تحتية ولا تزال وجهاتهم غير معروفة. وهي منتشرة من أرض الفيوم حتى الفنتين.

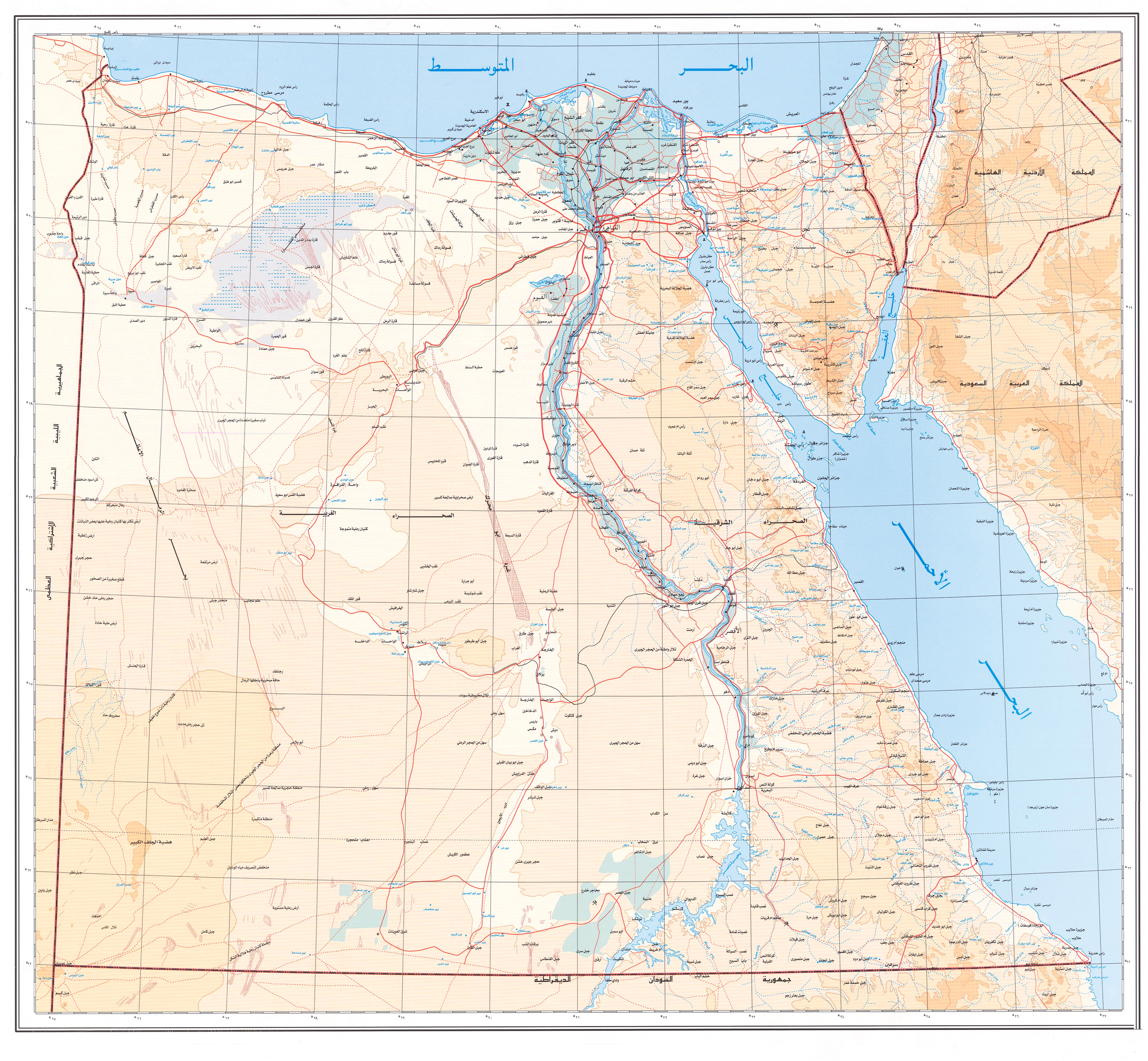
مصر

## الوصف
المعروف أنه يوجد ثمانية أهرامات من هذا النوع، تم الحفاظ على سبعة منها حتى يومنا هذا. من الممكن أنه قد تم العثور على أهرامات مماثلة في أماكن آخري. غرضهم غير معروف وتوقيت بناء هذه الأهرام بدأ في النصف الثاني من الأسرة الثالثة، وبشكل أكثر تحديدًا في الفترة بين عهدي الفراعنة سخم خت وسنفرو، أي تقريبًا بين 2611 و2551 قبل الميلاد لا تحتوي الأهرامات على هيكل داخلي من غرف وممرات، وقد تم بناءها باستثناء واحد على الضفة الغربية للنيل.

## الغرض
هناك العديد من الفرضيات حول الغرض من بناء هذه الأهرام:
- نصب تذكارية للملكات في مقاطعاتهم الأصلية (لاور).
- كعلامة على الأماكن المتعلقة بأسطورة حورس وست (ماراجيوجليو ورينالدي).
- أغراض عبادة الشمس (سويلم).
- كعلامة للسلطة الملكية في المنطقة (دراير والقيصر).
- وفقًا لمارك لينر، قد تكون هذه أهرامًا كانت جزءًا من برنامج بناء حاكم واحد، ربما حوني.

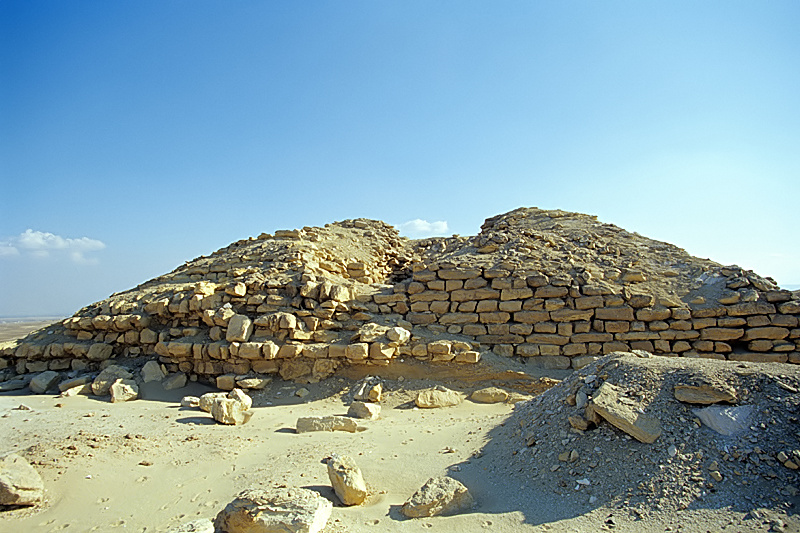
هرم سيلا

## قائمة الأهرامات المصرية الإقليمية
- هرم سيلة
- هرم زاوية المتين
- هرم سنكي
- هرم نقادة
- هرم الكولة
- هرم إدفو
- هرم الفنتين